# Meispelt
Meispelt (Luxemburgs: Meespelt) is een plaats in de gemeente Kehlen en het kanton Capellen in Luxemburg.
Meispelt telt 284 inwoners (2001).